# 卡西克 (波爾托韋洛區)
卡西克（西班牙語：Cacique），是巴拿馬的城鎮，位於該國中部，由科隆省的波爾托韋洛區負責管轄，面積11.4平方公里，海拔高度1米，2010年人口246，人口密度每平方公里21.6人。